# Polistes bengalensis
Polistes bengalensis är en getingart som först beskrevs av Fabricius 1804.  Polistes bengalensis ingår i släktet pappersgetingar, och familjen getingar. Inga underarter finns listade i Catalogue of Life.